# Purificació de proteïnes
La purificació de proteïnes és una sèrie de processos encaminats a aïllar un sol tipus de proteïna d'una mescla complexa. La purificació de la proteïna és vital per la caracterització de la seva funció, estructura i interaccions de la proteïna que interessi. El material de partida normalment és un teixit biològic o un cultiu microbià. Els diversos passos en el procés de purificació poden alliberar la proteïna de la matriu que la confina, separar les parts de proteïna i de no proteïna de la mescal, i finalment separar la proteïna desitjada de totes les altres proteïnes. La separació d'una proteïna de totes les altres és típicament l'aspecte que dona més feina de la purificació de proteïnes. Els passos de la separació poden explotar les diferències en (per exemple) la mida de les proteïnes, les propietats físico-químiques, l'afinitat d'enllaç i l'activitat biològica.
La purificació pot ser preparadora o analítica. Les purificacions preparadores tenen la intenció de produir grans quantitats de proteïnes per a un ús posteriro. Entre els exemples hi ha la preparació comercial d'enzims (comper exemple la lactasa) o la insulina en biofarmàcia.
La purificació analítica produeix una quantitat relativament petita de proteïna per a una gran varietat deproòsits científics o d'anàlisi. La pepsina i ureasa van ser les primeres proteïnes purificades.